# Rionansa
Rionansa és un municipi de la comunitat autònoma de Cantàbria, a la comarca de Saja-Nansa. Limita al nord amb Herrerías i Valdáliga, al sud amb Cabezón de Liébana, Polaciones i Tudanca, a l'est amb Cabuérniga i Tudanca i a l'oest amb Lamasón.

## Localitats
- Arenas.
- Las Bárcenas.
- Cabrojo.
- Celis.
- Celucos.
- Cosío.
- La Cotera.
- La Herrería.
- Obeso.
- Pedreo.
- Los Picayos.
- Puentenansa (Capital).
- Riclones.
- Rioseco.
- Rozadío.
- San Sebastián de Garabandal.

## Demografia
| 1900  | 1910  | 1920  | 1930  | 1940  | 1950  | 1960  | 1970  | 1981  | 1991  | 2001  | 2007  |
| ----- | ----- | ----- | ----- | ----- | ----- | ----- | ----- | ----- | ----- | ----- | ----- |
| 1.497 | 1.519 | 1.896 | 2.181 | 2.081 | 2.083 | 2.674 | 2.340 | 2.061 | 1.752 | 1.481 | 1.190 |

Font: INE

## Administració
| Eleccions municipals, 25 de maig de 2003 |      |        |          |
| Partit                                   | Vots | %      | Regidors |
| PP                                       | 403  | 39,86% | 4        |
| PSOE                                     | 359  | 35,51% | 3        |
| PRC                                      | 232  | 22,95% | 2        |

| Eleccions municipals, 27 de maig de 2007 |      |        |          |
| Partit                                   | Vots | %      | Regidors |
| PP                                       | 507  | 52,87% | 5        |
| PSOE                                     | 321  | 33,47% | 3        |
| PRC                                      | 119  | 12,41% | 1        |